# Jaciment arqueològic de Can Gambús
Can Gambús és un jaciment arqueològic de Sabadell, (Vallès Occidental), declarat Bé cultural d'interès local.
Amb motiu del projecte de transformació urbanística d'aquest sector, entre els anys 2003-2007 es van fer tres intervencions arqueològiques preventives que van permetre documentar un gran jaciment arqueològic, format per tres sectors: Can Gambús 1, Can Gambús 2 i Can Gambús 3.
Es tracta d’una àrea excavada d’unes 75 hectàrees:
- Can Gambús 1: correspon a una necròpolis neolítica localitzada a la meitat sud.
- Can Gambús 2: s'hi ha trobat nombroses estructures de diferents nuclis rurals de cronologia diversa: neolític, edat de bronze, ferro, ibèric i medieval. Ubicada a la meitat nord.[2]
- Can Gambús 3: pertany a l'època romana, imperial i d’antiguitat tardana; es troba al centre del jaciment.

## Can Gambús-1
Jaciment arqueològic localitzat al sud del paratge de Can Gambús (Sabadell), en el límit entre els termes municipals de Sabadell i Sant Quirze del Vallès, el qual va ser excavat entre els anys 2003-2006 i en el qual s'hi van localitzar un total de 625 estructures arqueològiques distribuïdes en una superfície d'unes 30 ha.
S'hi han documentat estructures i restes arqueològiques dels següents períodes: neolític antic cardial, neolític mitjà (sepulcres de fossa), neolític final, primera edat del ferro, època ibèrica, època romana, antiguitat tardana i èpoques medieval i baixmedieval.
D'aquest jaciment destaquen tres conjunts d'estructures i fases cronoculturals:
- Una necròpolis formada per 47 sepulcres de fossa del Neolític mitjà.[4]
- Un tram d'un aqüeducte subterrani o cuniculus d'època romana (segles I-II dC).
- Un vilatge i una necròpolis de l'antiguitat tardana (segles VI-VIII), amb diverses estructures d'hàbitat (sitges d'emmagatzematge, fons de cabana, de magatzems i de zones de treball, pous d'aigua i lacus o dipòsits per a líquids, entre altres) i un total de 36 tombes.[5]